# Episodi de La famiglia Bradford (seconda stagione)
La seconda stagione della serie televisiva La famiglia Bradford è stata trasmessa negli Stati Uniti dal 14 settembre 1977 al 10 maggio 1978.
| nº | Titolo originale                              | Titolo italiano                   | Prima TV USA      | Prima TV Italia |
| -- | --------------------------------------------- | --------------------------------- | ----------------- | --------------- |
| 1  | Is There a Doctor in the House?               | Medico in famiglia                | 14 settembre 1977 |                 |
| 2  | Trial Marriage                                | Provaci ancora Tom                | 21 settembre 1977 |                 |
| 3  | Triangles                                     | Triangolo                         | 28 settembre 1977 |                 |
| 4  | Double Trouble                                | Torna a casa Abby                 | 5 ottobre 1977    |                 |
| 5  | Mortgage Burnin' Blues                        | Artisti si nasce                  | 19 ottobre 1977   |                 |
| 6  | Dark Horse                                    | Campagna elettorale               | 26 ottobre 1977   |                 |
| 7  | The Bard and the Bod                          | Se una notte d'estate             | 2 novembre 1977   |                 |
| 8  | Children of the Groom: Part 1                 | I figli dello sposo (I parte)     | 9 novembre 1977   |                 |
| 9  | Children of the Groom: Part 2                 | I figli dello sposo (II parte)    | 9 novembre 1977   |                 |
| 10 | I Quit                                        | Papà si dimette                   | 16 novembre 1977  |                 |
| 11 | All's Fair in Love and War                    | Fate l'amore e non fate la guerra | 23 novembre 1977  |                 |
| 12 | The Return of Auntie V                        | Zia Vivian                        | 30 novembre 1977  |                 |
| 13 | Yes, Nicholas, There is a Santa Claus: Part 1 | Babbo Natale esiste (I parte)     | 14 dicembre 1977  |                 |
| 14 | Yes, Nicholas, There is a Santa Claus: Part 2 | Babbo Natale esiste (II parte)    | 14 dicembre 1977  |                 |
| 15 | Dear Miss Dinah                               | La posta di Laila                 | 21 dicembre 1977  |                 |
| 16 | A Hair of the Dog                             | Il compleanno di papà             | 11 gennaio 1978   |                 |
| 17 | Author! Author!                               | Lo scrittore                      | 18 gennaio 1978   |                 |
| 18 | Much Ado about Garbage                        | Il gran rifiuto                   | 25 gennaio 1978   |                 |
| 19 | Seven Days in February                        | Febbraio corto e amaro            | 1º febbraio 1978  |                 |
| 20 | Hard Hats and Hard Heads                      | Il giornalista                    | 8 febbraio 1978   |                 |
| 21 | The Boyfriend                                 | Amore e gelosia                   | 15 febbraio 1978  |                 |
| 22 | Great Expectations                            | Future promesse                   | 22 febbraio 1978  |                 |
| 23 | Long Night's Journey into Day                 | Caleidoscopio                     | 1º marzo 1978     |                 |
| 24 | Poor Little Rich Girl                         | La fidanzata ricca                | 22 marzo 1978     |                 |
| 25 | The Lost Weekend                              | Un tranquillo week-end            | 3 maggio 1978     |                 |
| 26 | Who's on First?                               | Superotto                         | 10 maggio 1978    |                 |